# Свети Георги (Джинджос)
Вижте пояснителната страница за други значения на Свети Георги.
„Свети Георги“ (на гръцки: Αγίου Γεωργίου) е православна църква в сярското село Джинджос (Ситохори), Гърция, част от Сярската и Нигритска епархия. Църквата е енорийски храм на селото.
Изградена е в 1762 година. От източната си страна е облепена с керамични плочки. Има забележителни художествени произведения от XIX век. В 1953 и в 1978 година църквата е обновена, като стенописите са реставрирани.
В 1976 година храмът е обявен за защитен паметник на културата.
Към енорията принадлежат и параклисите „Свети Димитър“, „Света Екатерина“ и „Свети Николай“.